# Albert Camps i Armet
Albert Camps i Armet (Figueres, 3 de febrer de 1849 – Barcelona, 1923) fou un hisendat i polític català, diputats a les Corts Espanyoles durant la restauració borbònica

## Biografia
Era fill de Joan Camps de Monells i Paula Armet de la Jonquera. Tenia possessions a Albanyà i Darnius. Durant el sexenni democràtic es mostrà partidari de la restauració borbònica, raó per la qual es va vincular al Partit Conservador, amb el que va aconseguir l'escó de diputat pel districte de La Bisbal d'Empordà a les eleccions generals espanyoles de 1879, 1881, 1884 i 1886. Després fou senador per la província de Girona el 1893-1895, el 1898-1899 i 1899-1901. Políticament fou poc actiu i es limità a presentar una proposició de Llei per la carretera de Figueres a Albanyà passant per Llers, Terrades i Sant Llorenç de la Muga. Quan va morir va deixar com a llegat la seva finca de Monells a la Diputació de Girona per a la construcció de l'Hospital Provincial.

## Obres
- Diccionario Industrial. Artes y oficios de Europa y América (1892)